# Gerd Gerdes

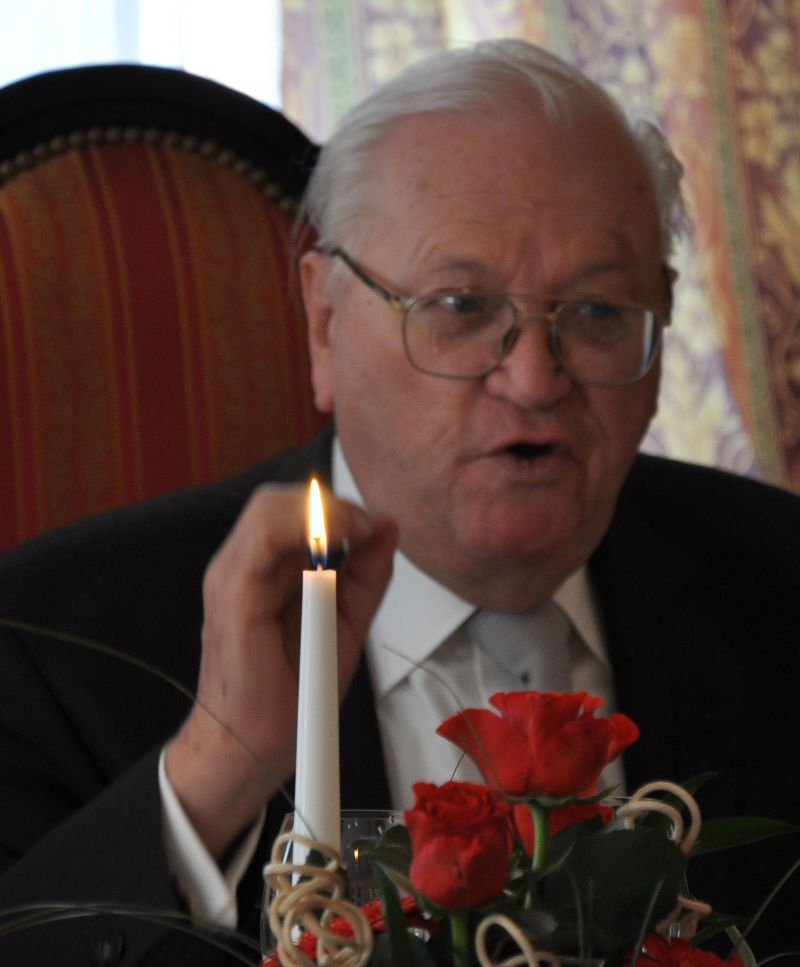
Gerd Gerdes (2010)

Gerd Gustav Max Gerdes (* 20. Dezember 1922 in Neubrandenburg; † 24. August 2014 in Wanzleben-Börde) war ein deutscher Agrarwissenschaftler und Heimatforscher.

## Leben
Gerd Gerdes wurde als jüngerer Sohn des Gymnasiallehrers Gustav Gerdes und dessen Frau  Brigitte Gerdes, geb. Tiedt (* 1896) geboren. Er besuchte die Bürgerschule in Neubrandenburg und von 1930 bis 1933 in Greifswald bis 1940 das Friedrich-Ludwig-Jahn-Gymnasium Greifswald. Von 1940 bis 1945 war er deutscher Soldat im Zweiten Weltkrieg. Er wurde dreimal verwundet und wurde als Leutnant entlassen. In Plön machte er dann bis 1946 sein Abitur.
Es folgte eine landwirtschaftliche Lehre mit ab 1948 anschließendem Studium der Landwirtschaft an der Universität Greifswald, welches er 1950 als Diplomlandwirt abschloss. Gerdes war als wissenschaftlicher Assistent an der Universität Greifswald und Universität Leipzig tätig. 1952 promovierte er in Leipzig und wurde Saatzuchtleiter in Granskevitz und Klein Wanzleben. Ab 1956 war Gerdes als Dozent am Institut für Acker- und Pflanzenbau tätig. Im Jahr 1956 habilitierte er in Leipzig und übernahm die Stelle als Direktor seines Instituts. Zugleich war er als Professor mit Lehrauftrag an der damaligen Hochschule für Landwirtschaft Bernburg tätig. In den Jahren 1962 bis 1968 war er Direktor des Institutes für Pflanzenzüchtung bzw. später Rübenforschung in Klein Wanzleben. Am 23. April 1968 wurde er wegen fehlender SED-Parteimitgliedschaft von seiner Funktion als Institutsdirektor abgelöst. Danach war er dort bis 1987 als wissenschaftlicher Abteilungsleiter tätig. Zwischen 1952 und 1987 entstanden zahlreiche wissenschaftliche Veröffentlichungen zu agrarwissenschaftlichen Themen. Von 1966 bis 1987 war Gerdes Mitglied der Redaktion der Zeitschrift Feldwirtschaft.
Nach seiner 1987 erfolgten Emeritierung wandte er sich der heimatgeschichtlichen Forschung der Post-, Personen- und Stadtgeschichte Wanzlebens und des Kreises Wanzleben zu. Zu diesem Thema trat er mit diversen Veröffentlichungen hervor. Sammlungen und Arbeiten sind an das Museum für Kommunikation Berlin, das Sächsische Staatsarchiv Leipzig sowie das Börde-Museum Burg Ummendorf übereignet worden.
Gerdes arbeitete mit am Magdeburger Biographischen Lexikon und wurde 2003 mit dem Kulturpreis des Bördekreises ausgezeichnet.

## Werke
- Chronik der Stadt Wanzleben 889 – 2008, dr. ziethen verlag Oschersleben 2008, ISBN 978-3-938380-67-3.
- Chronik der Stadt Wanzleben 889 – 2010, Band 2: Die alten Ortsteile, dr. ziethen verlag Oschersleben 2010, ISBN 978-3-86289-001-9
- Chronik der Stadt Wanzleben, Band 3: Die Ortschaften der Stadt Wanzleben-Börde, dr. ziethen verlag Oschersleben 2011, ISBN 978-3-86289-025-5

## Genealogische Veröffentlichungen
Im Bestand 22179 Genealogische Mappenstücke, Sächsisches Staatsarchiv Leipzig:
- Zum Vorkommen der Namensträger Tiedt/Thiet/Thiedke/Titke/Tietecke u. ä. und zur Geschichte der Familie Tiedt im Gebiet nordöstlich von Neustrelitz bis Burg Stargard und in Neubrandenburg Enthält u. a.: Namenkunde.- Ersterwähnungen im 14./15. Jh.- Familiengeschichte.- Nachfahren des Drewes Titke (ca. 1510–1555), 1990, Ma 27339
- Über das Vorkommen und die mögliche Herkunft des Familiennamens Sabin: Eine namensgeografische und personengeschichtliche Studie Enthält u. a.: Namenkunde.- Vorkommen in der Mark Brandenburg, Ostpommern und der Neumark.- Mögliche Hugenotten-Herkunft. 1990–2001, Ma 27340
- Beiträge zu den Familien und Rufnamen in Wanzleben sowie zum Ortsnamen Wanzleben Enthält u. a.: Historische „Hitliste“ der beliebtesten Vornamen in Wanzleben.- Angaben zum Ortsnamen Wanzleben. 1992–1998, Ma 27333
- Zur Geschichte der Namensträger Schaeper im Altkreis Wanzleben Enthält u. a.: Schaeper-Familien in Etgersleben, Sülldorf, Sohlen, Peseckendorf und Kleinoschersleben. 1993–1999, Ma 27336
- Erfindung und Herstellung des Wanzleber Pfluges von den Schmiedemeistern Gebrüder Behrendt und Wilhelm Refert Enthält u. a.: Erfinder und Produzenten des Wanzleber Pfluges 18.–20. Jh., 1993–2002, Ma 27331
- Glume: Eine aus Wanzleben stammende Künstlerfamilie am preußischen Hof Enthält u. a.: Familie Glume in Wanzleben und Potsdam.- Ahnen in Wanzleben.- Angaben zu Einzelpersonen. 1995–1996, Ma 27335
- 150 Jahre Wanzleber Pflug 1852–2002 Enthält u. a.: Führende Wanzleber Pflug-Fabrikanten und deren Nachfolger 1819 – 1894.- Zeitungsartikel zum Pflug. 2000, Ma 27341
- Das Adelsgeschlecht derer von Wanzleben und bürgerliche Namensträger Wanzleben im 12. bis 15. Jh.Enthält u. a.: Geistliche und weltliche Stellung der Namensträger.- Ersterwähnungen im 12.–15. Jh. – Nachweise über Deutschordensritter., 1998–1999, Ma 27337
- Vorkommen und Verbreitung des Familiennamens Gerdes: Eine namensgeografische und personengeschichtliche Studie Enthält u. a.: Namenkunde.- Verbreitung in Gesamtdeutschland, Ostpreußen und Ostpommern.- Verzeichnis der Leichenpredigten. 2000–2001, Ma 27332
- Tischlermeister Carl Zander: Ein tatkräftiger Erfinder aus Wanzleben Gerdes, Gerd; Kühne, Eberhard Enthält u. a.: Familiengeschichte.- Reproduktionen von Familiendokumenten und Archivalien.- Kurzbiografie des Carl Zander (1846–1922).- Familienporträts. 2000, Ma 27338